# Менделе Мойхер-Сфорім
Ме́нделе Мо́йхер-Сфо́рім(їд. מענדעלע מוֹכֵר סְפָרִים; «Менделе книгоноша»; справжнє ім'я Шолом Яків (Шолем Янкев) Бройде, згідно з паспортом — Соломон Мойсейович Абрамо́вич;
21 грудня 1835 (2 січня 1836), містечко Копиль, Мінська губернія — 25 листопада (8 грудня) 1917, Одеса, УНР) — єврейський письменник, громадський діяч, просвітник.

## Життєпис

### Ранні роки
Народився у м. Копиль, яке на той час належало Радзивілам, в родині збирача внутрішніх податків єврейського кагалу, який також безоплатно виконував обов'язки рабина.
Отримав традиційну єврейську освіту. Вивчав граматику мови іврит і ТаНаХ, який до 10 років знав напам'ять.
Після смерті батька рідні відправили 14-річного Шолема на навчання. Він знайомиться з хасидами і деякий час перебуває під впливом хасидизму.

### Початок творчості.
В 17 років переїзджає до рідних в м. Мельниці, пише перші вірші на івриті. Але невдовзі повертається до Копиля, де знайомиться з безхатченком Аврієлем Хромим, з яким подорожує по різних містечках. Враження від подорожей в майбутньому стали основою деяких творів Менделя.
З 1853 року по запрошенню родича осідає у Кам'янці-Подільському, знайомиться з родиною місцевого заможного єврея А. Б. Готлобера, на доньці якого одружується. У 1856 році здає іспит та стає вчителем у світському єврейському училищі.
У 1857 році Готлобер без відома Соломона друкує його статтю, присвячену проблемам освіти, у журналі «Ха-Маггід», після чого починається шлях молодого письменника-публіциста.

### Бердичівський період
Після розлучення з першою дружиною, письменник одружується на Песі Левін, дочці діяча Гаскали в Бердичеві. У 1858 році він переїзджає до цього міста, де буде жити впродовж наступних 10 років. Соломон Абрамович активно входить у літературне та громадське життя єврейської общини — займається публіцистикою, пише книги, засновує товариство дешевого кредиту, бібліотеку, допомагає обдарованій єврейській молоді. У цей час він розробляє термінологію природознавства на івриті. Також за його сприяння в Одесі починає друкуватися єврейська газета на ідиш «Кол Мевассер», в якій побачила світ повість письменника «Дос клейне менчеле» («Маленька людина»). Саме в цій повісті перший раз з"являється персонаж Менделе Мойхер-Сфорім («Менделе-Книгоноша»). Пізніше це ім'я стане літературним псевдонімом письменника.
Мойхер-Сфорім писав на українсько-литовському діалекті їдиш, на який перейшов, за його власними спогадами, щоб бути зрозумілим та служити своєму народові.

### Зрілі роки
У 1869 році після публікації викривальної п'єси «Ді таксе, одер Ді банде штот ба алей тойвес» («Такса, або Банда міських благодійників») письменник був вимушений переїхати до Житомира. Тут він перекладає на ідиш книгу Жюль-Верна «Подорож на повітряному шарі». Також в цей час виходить повість Мойхер-Сфоріма «Шкапа, або Жалість до тварин», яка стала популярною, але не принесла письменникові статків. В образі всіма гнаної шкапи Менделе алегорично зображує єврейський народ.
У 1881 році Мойхер-Сфорім переїзджає до Одеси де стає завідуючим реформованої єврейської школи.
З 1886 року повертається до творчості на івриті, в який вносить багато нового, «оживляє» його. Літературний варіант івриту Мойхер-Сфоріма використовувався у багатьох творах до 50-х р.р. ХХ ст.
На початку ХХ століття був завідувачем Першої Талмуд-Тори у Одесі. Мешкав у будинку даного закладу, що розміщувався на Дегтярній вул., 14 (будинок не зберігся).
У 1905—1908 році вимушено покинув Одесу у зв'язку з єврейськими погромами і три роки жив у Женеві.
В кінці життя мав неофіційний статус класика та засновника нової єврейської літератури.

### Вплив
Під впливом Менделе перейшов на ідиш Й.Ліфшиц, який складав словники і написав на ідиш підручник з фізики. Вплив був взаємним, обидва брати Ліфшици займалися вивченням ідишу і це також вплинуло на те, що письменник з івриту перейшов на ідиш, який вважався жаргонною мовою.
Творчість письменника мала великий вплив на Шолом-Алейхема. Шолом-Алейхем присвятив Менделе свій перший роман «Стемпеню» і в вступному слові назвав Мойхер-Сфоріма дідусем Менделе, а себе онуком. В подальшому цей епітет прижився і ще при житті письменника називали «Дідусем єврейської літератури».

## Смерть і похорон
Помер в Одесі 8 грудня (25 листопада по с.с) 1917 року. Смерть та похорон письменника викликали підйом національних почуттів у середовищі єврейської Одеси. За спогадами сучасників, публікації некрологів затьмарили політичні новини, єврейські магазини, лавки, кооперативи, установи були зачинені у знак трауру, відспівували покійного обер-кантори чотирьох синагог, труну з тілом Мойхер-Сфоріма несли на руках і проводжали в останню путь десятки тисяч одеситів, натовп стримували військові, прощальні промови лунали до самого вечора. В організації поховання брали активну участь «Бунд», «Поалей Цион» та інші сіоністські організації, виразили співчуття і представники РСДРП.
Похований на Другому (Новому) єврейському цвинтарі, після знищення якого радянською владою у 1978 році останки письменника перепоховали на Другому християнському кладовищі.

## Творчість
У період 1890—1917 писав оригінальні твори на івриті «Б-імей га-рааш» («У дні сум'яття», 1894) і на ідиш (автобіографічний роман «Шлойме реб Хаімс» — «Шлойме, син Хаїма», 1894—1917) і відтворив на івриті твори, написані раніше на їдиш. Так з'явилися «Ба-іамім ха-хем» («Во дні они», 1894), «Емєк га-баха» («Долина плачу», перероблені «Дос вінчфінгерл», 1904), «Сефер га-кабцанім» («Книга бідних», перероблений «Фішке дер крумер», 1909), «Масот Біньямін га-шліші» (перероблений «Масоес Біньомін га-шліші»), «Сусаті» (перероблений «Ди клячє»), що ввійшли в перше повне зібрання творів Менделє Мохер Сфаріма на івриті в трьох томах (Краків-Одеса, 1909-12). В цих творах Менделе Мойхер Сфорім створював новий іврит, використовуючи мовні норми мови на всіх етапах його розвитку — біблійному, талмудичному і середньовічному.
У 1905—1907 рр надруковано видання творів Мойхер-Сфоріма на російській мові.
У 1911-12 р.р. у Варшаві вийшло в світ 17-томне видання творів письменника на ідиш «Але верк».

## Публікації творів в українських перекладах
Перекладав твори Менделе Мойхер-Сфоріма українською Райцин Єфраїм Хананійович.
- Долина сліз. — Київ, 1928.
- Перстень щастя. — Київ, 1928.
- Мандри Веньямина Третього. — Харків, 1934.
- Вибране — Київ, 1940[9].

## Родина
Мав сина та декількох дочок, одна з яких померла молодою, сина заарештовували за революційну діяльність.
- Син Михайло Соломонович Абрамович (1859—1940), російсько-єврейський поет
  - Онук Всеволод Михайлович Абрамович (1887—1913), авіатор, першим здійснив дальній переліт із пасажирами (Берлін-Петербург, 1912), загинув в авіакатастрофі.
- донька Надія Соломонівна Абрамович
- ?
  - Онук Олександр Володимирович Абрамович (1900—1988), музикознавець, заступник директора Одеської (1933—1941) і Кишинівської (1954—1957) консерваторій.

## Пам'ять
1927 рік — іменем письменника названо Всеукраїнський музей єврейської культури в Одесі, який став одним з перших єврейських державних музеїв в світі. Окремий зал музею був присвячений власне Мойхер-Сфоріму.
Музей розміщувався на вул. Бебеля, 2 (вул. Єврейська), був закритий у 1934р, відкритий знов у 1940 р. та знищений у роки Другої Світової війни.
2017 рік — Міжнародна конференція, присвячена 100-річчю з дня смерті письменника у рамках Фестивалю мов їдиш та іврит.
У місті Одеса площу Льва Толстого перейменували на площу Менделя Сфоріма.